# Ülemine nasu
Ülemina nasu ist eine unbewohnte Insel, 200 Meter von der größten estnischen Insel Saaremaa entfernt. Die Insel liegt in der Landgemeinde Saaremaa im Kreis Saare. Sie liegt in der Bucht Kõiguste laht im Kahtla-Kübassaare hoiuala.
Ülemine nasu ist 120 Meter lang und 60 Meter breit.